# Sokoľ
Sokoľ este o comună slovacă, aflată în districtul Košice-okolie din regiunea Košice. Localitatea se află la altitudinea de 279 m deasupra n.m., se întinde pe o suprafață de 15,66 km2 și în 2017 număra 1.188 de locuitori.

## Istoric
Localitatea Sokoľ este atestată documentar din 1270.

## Demografie
| An:                | 1994 | 2004    | 2014    | 2024    |
| ------------------ | ---- | ------- | ------- | ------- |
| Număr de persoane: | 637  | 873     | 1121    | 1335    |
| Diferență:         |      | +37,04% | +28,40% | +19,09% |

| An:                | 2023 | 2024   |
| ------------------ | ---- | ------ |
| Număr de persoane: | 1315 | 1335   |
| Diferență:         |      | +1,52% |